# Benjamin Dirx
Benjamin Dirx est un homme politique français né le 25 janvier 1979 à Villefranche-sur-Saône. Il est l'actuel député de la 1re circonscription de Saône-et-Loire.

## Biographie
Il commence sa carrière comme cadre dirigeant dans une entreprise familiale avant de devenir créateur d’entreprise dans le secteur de la formation tout au long de la vie.
Engagé dans la campagne présidentielle d'Emmanuel Macron, il rejoint La République en marche en 2016.
Le 18 juin 2017, il est élu député de la première circonscription de Saône-et-Loire.
En janvier 2019, dans le cadre du Grand débat national, voulu par le Président de la République Emmanuel Macron, Benjamin Dirx est nommé référent "fiscalité et dépenses publiques" pour le Groupe La République En Marche ! à l'Assemblée nationale. Dans ce cadre, il milite afin que soient engagées des baisses d'impôts sur le revenu des classes moyennes.
En juillet 2019, à l'occasion de la remise en jeu des postes au sein de la majorité, il se porte candidat à la questure de l'Assemblée.
Il devient en septembre 2020 « vice-président en charge de l'animation des députés et de l'animation des collaborateurs parlementaires » au sein du groupe LREM.